# Dale Caterson
Dale Caterson (* 19. Juli 1961 in Sydney) ist ein ehemaliger australischer Steuermann im Rudern. 1986 war er Weltmeister mit dem Achter.

## Sportliche Karriere
Der 1,60 m große Dale Caterson trat für den Leichhardt Rowing Club an. Bei den Weltmeisterschaften 1984 belegte er den zehnten Platz mit dem Leichtgewichts-Achter. Im Jahr darauf steuerte er den schweren Achter auf den neunten Platz bei den Weltmeisterschaften 1985.
1986 gewann er bei den Commonwealth Games 1986 in Edinburgh den Titel mit dem australischen Achter. Im Vierer mit Steuermann erruderte er die Bronzemedaille. Drei Wochen nach den Commonwealth Games wurden in Nottingham die Finalläufe der Weltmeisterschaften 1986 ausgetragen. Die australische Crew mit James Chester Galloway, Malcolm Batten, Andrew Cooper, Mike McKay, Mark Doyle, James Tomkins, Ion Popa, Stephen Evans und Steuermann Dale Caterson, die bereits bei den Commonwealth Games erfolgreich gewesen war, siegte mit vier Sekunden Vorsprung vor den Achtern aus der Sowjetunion und aus den Vereinigten Staaten. Bei den Weltmeisterschaften 1987 erreichte der australische Achter den vierten Platz mit 0,36 Sekunden Rückstand auf die drittplatzierten Italiener.
Bei den Olympischen Spielen 1988 in Seoul bildeten James Galloway, Hamish McLachlan, Andrew Cooper, Mike McKay, Mark Doyle, James Tomkins, Ion Popa, Stephen Evans und Dale Caterson den australischen Achter. Das Boot erreichte das Finale und belegte den fünften Platz hinter den Booten aus Deutschland, der Sowjetunion, den Vereinigten Staaten und dem Vereinigten Königreich. Caterson trat danach noch zweimal mit dem australischen Achter bei Weltmeisterschaften an. 1990 erreichte der Achter den achten Platz, 1991 belegte der Achter den zehnten Platz.